# محمدعلی گرایی
محمدعلی گرایی (زاده ۱۲ اردیبهشت ۱۳۷۳ در شیراز) کشتی‌گیر فرنگی کار ایرانی است. وی دارنده مدال طلای قهرمانی کشتی جهان ۲۰۲۴ و سه مدال برنز جهانی از جمله مسابقات قهرمانی کشتی جهان ۲۰۲۱ و همچنین مدال طلای بازی‌های آسیایی ۲۰۱۸ می‌باشد. گرایی سابقه حضور در المپیک ۲۰۲۰ توکیو دارد. او برادر بزرگتر محمدرضا گرایی است. محمدعلی گرایی همواره به عنوان یکی از فنی‌ترین کشتی گیران جهان شناخته می‌شود.

## نتایج (به تفکیک مسابقات)

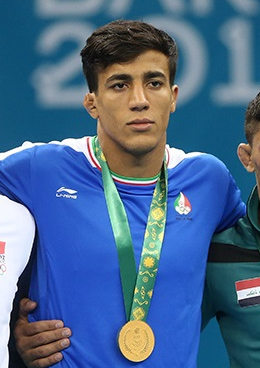
محمدعلی گرایی

### قهرمانی آسیا ۲۰۱۵
محمدعلی گرایی در دور اول مسابقات با پیروزی برابر حریف ازبک خود به دور بعد رفت. او در دور بعد کشتی‌گیری از قزاقستان را شکست داد. او در فینال مسابقات با شکست ۵–۰ مقابل هان‌سو ریو از کره جنوبی به نشان نقره بسنده کرد.

### بازی‌های همبستگی کشورهای اسلامی ۲۰۱۷
او در این مسابقات در وزن ۷۱ کیلوگرم در کشتی فرنگی به مصاف رقبای خود رفت. محمدعلی گرایی در دور اول به مصاف ایکر سونمز از ترکیه رفت و با نتیجه ۳ بر ۱ توانست از سد این حریف بگذرد. وی در دور بعد و در مرحله نیمه نهایی با برنده رسول چونایف دارنده مدال برنز المپیک و طلای جهان از آذربایجان را در یک کشتی حساس و نفس گیر با نتیجه ۶ بر ۵ شکست داد و فینالیست شد. محمدعلی گرایی در دیدار فینال وزن ۷۱ کیلوگرم کشتی فرنگی بازی‌های همبستگی کشورهای اسلامی به مصاف روسلان ساریف از قرقیزستان رفت و با نتیجه ۴ بر ۳ به پیروزی رسید و مدال طلای این بازی‌ها را از آن خود کرد.

### قهرمانی جهان ۲۰۱۷
او در این مسابقات در وزن ۷۱ کیلوگرم در کشتی فرنگی به مصاف رقبای خود رفت. گرایی پس از استراحت در دور اول در دور دوم به مصاف شماگی بولکوادزه دارنده مدال برنز المپیک از گرجستان رفت با نتیجه ۳ بر ۲ پیروز شد. محمدعلی گرایی در دومین دیدار خود برابر اوریک نیکوقوسیان از فرانسه قرار گرفت و در یک مصاف زیبا و فنی، توانست با نتیجه ۷ بر یک از سد حریف بگذرد. او در مرحله یک چهارم نهایی به مصاف فرانک استابلر دارنده عنوان قهرمانی جهان از آلمان رفت و با نتیجه ۶ بر ۳ مغلوب شد. گرایی در گروه بازنده‌ها رسول چونایف از آذربایجان را شکست داد و به دیدار رده‌بندی راه یافت. فرنگی‌کار شیرازی تیم ملی کشور ایران در این دیدار با نتیجه ۱۰ بر ۸ پیروز شد و مدال برنز جهان را بر گردن آویخت. گرایی در این کشتی ۷ بر صفر از حریف عقب بود، اما در تایم دوم در یک کشتی فنی و دیدنی توانست در همان دقیقه اول، ۱۰ امتیاز بگیرد و شکست را با پیروزی عوض کند.

### قهرمانی آسیا ۲۰۱۸
در وزن ۷۷ کیلوگرم محمد علی گرایی در دور اول ماخات یرلیژپوف قهرمان آسیا از قزاقستان را ۳ بر صفر شکست داد وی در دور بعد بختیار حسن اف از تاجیکستان را با نتیجه ۸ بر صفر مغلوب کرد و راهی مرحله نیمه نهایی شد وی در این مرحله با نتیجه ۸ بر صفر از سد شوهی یابیکو از ژاپن گذشت و راهی دیدار فینال شد. گرایی در دیدار فینال و در یک کشتی نزدیک با نتیجه ۶ بر ۷ مغلوب یانگ بین از چین شد و به مدال نقره رسید.

### بازی‌های آسیایی ۲۰۱۸
محمدعلی گرایی در دور نخست با نتیجه ۸ بر صفر یانگ بین قهرمان آسیا از کشور چین را مغلوب کرد. در دور بعد مقابل گوربریت سینگ از هند با نتیجه ۸ بر ۶ به برتری دست یافت و راهی دیدار نیمه نهایی شد. گرایی در این دیدار با نتیجه ۸ بر یک از سد شوهی یابیکو از ژاپن گذشت و به دیدار فینال رسید. محمدعلی گرایی ملی پوش وزن ۷۷ ک‌گ ایران در دیدار پایانی به مصاف آکژول محموداف قهرمان آسیا و دارنده مدال نقره جوانان جهان از قرقیزستان رفت. گرایی در این دیدار ۷ بر ۳ به برتری رسید و مدال طلا گرفت.

### قهرمانی جهان ۲۰۱۸
محمدعلی گرایی در دیدار نخست پارک دای-کون از کره جنوبی را با نتیجه ۳ بر یک شکست داد وی در دور دوم با نتیجه ۷ بر ۲ مقابل مورات داگ از ترکیه به پیروزی رسید و در دور سوم و در مرحله یک چهام نهایی مقابل رسول چونایف قهرمان جهان و دارنده مدال برنز المپیک از آذربایجان در یک کشتی نزدیک با نتیجه ۶ بر ۴ شکست خورد و با توجه به شکست چونایف مقابل فرانک استابلر قهرمان جهان از آلمان، گرایی از دور رقابت‌های جهانی بوداپست کنار رفت.

### قهرمانی آسیا ۲۰۱۹
گرایی در دور نخست با نتیجه ۸ بر صفر از سد کایراتبک توگولبایف از قرقیزستان گذشت و در دور دوم نیز بیلان نالگیف از ازبکستان را با نتیجه ۴ بر صفر مغلوب کرد و راهی مرحله نیمه نهایی شد. گرایی در این مرحله با نتیجه ۸ بر صفر مغلوب کیم هیون-وو قهرمان جهان و المپیک از کره جنوبی شد و به دیدار رده‌بندی رفت. وی در این دیدار با نتیجه ۹ بر صفر نائوتسوگو شوجی از ژاپن را شکست داد و صاحب مدال برنز شد.

### قهرمانی جهان ۲۰۱۹
در مسابقات جهانی نورسلطان، محمدعلی گرایی در وزن ۷۷ ک‌گ پس از استراحت در دور نخست در دور دوم با نتیجه ۸ بر صفر و در کمتر از ۲ دقیقه کیم هیون-وو قهرمان سابق المپیک و جهان از کره جنوبی را از پیش رو برداشت. وی در دور بعد در مصاف با الوین مورسالیف دارنده مدال برنز جهان از آذربایجان با نتیجه ۷ بر ۰ پیروز و راهی مرحله یک چهارم نهایی شد. گرایی در این مرحله مقابل الکس بیوربرگ کسیدیس از سوئد با نتیجه ۹ بر یک مغلوب شد و با توجه به راهیابی حریفش به دیدار پایانی، گرایی به گروه بازنده‌ها رفت تا کار خود را برای کسب مدال برنز ادامه دهد. وی در این گروه به مصاف دانیل کاتاراگا از مولداوی رفت و با پیروزی ۵ بر ۵ (پیروزی با گرفتن امتیاز نهایی) ضمن رسیدن به دیدار رده‌بندی سهمیه المپیک توکیو را نیز برای ایران کسب کرد. گرایی در دیدار رده‌بندی به مصاف کاراپت چالیان از ارمنستان رفت. در این دیدار، در همان ثانیه‌های ابتدایی فرنگی کار شیرازی حریف خود را خاک کرد و ۲ امتیاز گرفت. در ادامه گرایی با اینکه غافلگیر شده بود و یک فن ۴ امتیازی از حریف خورد، طی یک کش و قوس توانست همان ۴ امتیاز را جبران کند و ۶–۴ پیش بیفتد. اعتراض سرمربی ارمنستان هم فایده ای نداشت و یک امتیاز نیز تقدیم گرایی کرد تا در نهایت او ۹–۶ برنده این مبارزه شود و به مدال برنز دست یابد.

### المپیک ۲۰۲۰ توکیو
محمدعلی گرایی در وزن ۷۷ کیلوگرم کشتی فرنگی در دور نخست یوسوانیس پنا از کوبا را با نتیجه ۷ بر ۳ شکست داد و در دور دوم بوزو استارسویچ از کرواسی را در دیداری هیجان انگیز و جذاب در حالی که ۵بر۳ عقب بوده و شمارش معکوس برای شکست او آغاز شده بود، در ثانیه‌های پایانی با اجرای فن «سنجاب پرنده» و کامبکی جذاب، حریف اهل کرواسی خود را با نتیجه ۵ بر ۵ مغلوب کرده و راهی نیمه نهایی شد. وی در مرحله نیمه نهایی به مصاف تامش لورینچ قهرمان جهان و دارنده مدال نقره المپیک از مجارستان رفت که در رقابتی نزدیک با نتیجه ۶ بر ۵ باخت و به دیدار رده‌بندی راه یافت. گرایی در دیدار رده‌بندی به مصاف شوهی یابیکو از ژاپن رفت که با نتیجه ۱۳ بر ۳ شکست خورد و پنجم شد.

### قهرمانی جهان ۲۰۲۱
محمدعلی گرایی در دور اول با نتیجه ۶ بر ۱ هایک مناتساکانیان دارنده مدال برنز جهان از بلغارستان را مغلوب کرد. وی در دور بعد گلا بولکوادزه قهرمان زیر ۲۳ سال جهان از گرجستان را نیز با نتیجه ۶ بر ۱ شکست داد و راهی مرحله یک چهارم نهایی شد. گرایی در این مرحله مقابل رومن ولاسوف قهرمان جهان و المپیک از روسیه با نتیجه ۱۰ بر یک مغلوب شد و با توجه به حضور این کشتی‌گیر در دیدار فینال، گرایی به گروه بازنده‌ها رفت. گرایی با کسب پیروزی در گروه بازنده‌ها توانست تامرلان شادوکایف از قزاقستان را با نتیجه ۹ بر صفر شکست دهد و به دیدار رده‌بندی راه یابد. در مبارزه رده‌بندی وزن ۷۷ کیلوگرم در مصاف تاماس لوای از مجارستان ۹ بر صفر برنده شد تا به سومین مدال برنز جهانش برسد.

### قهرمانی جهان ۲۰۲۲
در وزن ۷۷ کیلوگرم محمدعلی گرایی پس از استراحت در دور نخست، در دور دوم با نتیجه ۵ بر ۴ آنتونیو کامنجاسویچ از کرواسی را از پیش رو برداشت. وی دور سوم با نتیجه ۶ بر ۱ مغلوب کیم هیون-وو قهرمان جهان و المپیک از کره جنوبی شد و با توجه به شکست این کشتی‌گیر در مرحله نیمه نهایی، از دور رقابت‌ها کنار رفت.

### قهرمانی جهان ۲۰۲۳
در وزن ۷۷ کیلوگرم محمدعلی گرایی در دور اول با نتیجه ۲ بر صفر آدلت تیولیوبایف از روسیه را مغلوب کرد. وی در دور دوم با نتیجه ۵ بر ۵ مغلوب نائو کوساکا از ژاپن شد و با توجه به شکست این کشتی‌گیر ژاپنی مقابل محموداف قهرمان جهان از قرقیزستان در مرحله نیمه نهایی، گرایی از دور رقابت‌ها کنار رفت.

### قهرمانی جهان ۲۰۲۴
محمدعلی گرایی در وزن ۸۲ کیلوگرم کشتی فرنگی در دور نخست ۸ بر صفر روهیت داهیا از هند را شکست داد. وی سپس ۷ بر ۲ از سد میهایل برادو از مولداوی گذشت و به یک چهارم نهایی رسید. گرایی توانست با نتیجه ۱۴ بر ۶ تایزو یوشیدا از ژاپن را مغلوب کند و راهی نیمه نهایی شود. وی در این مرحله موفق شد با نتیجه ۲ بر صفر گلا بولکوادزه از گرجستان را شکست بدهد و برای نخستین بار به فینال مسابقات جهانی برسد. گرایی در فینال توانست با عملکردی خیره کننده در مدت زمان یک دقیقه و ۳۵ ثانیه با نتیجه ۸ بر صفر اریک زیلواسی از مجارستان را شکست دهد و برای نخستین بار پس از سال‌ها حضور در تیم ملی به مدال طلای جهان برسد، همچنین گرایی تنها طلایی ایران در مسابقات جهانی آلبانی بود.

### دیگر مسابقات
از دیگر افتخارات محمد علی گرایی، مدال طلای ارتش‌ها ۲۰۱۵، نفر سوم ارتش‌های جهان مقدونیه ۲۰۱۶ و مدال طلای جام زومباتلی مجارستان ۲۰۱۶، مدال نقره مسابقات جام تختی ۲۰۱۴، مدال برنز تیمی جام جهانی کشتی ۲۰۱۷ آبادان است. او همچنین برنده مدال برنز مسابقات سیزم ۲۰۱۶ اسکوپیه را در کارنامه دارد.

## مسابقات جهانی بلگراد ۲۰۲۳ و محرومیت یکساله
در جریان برگزاری رقابت محمدرضا گرایی برادر محمدعلی مقابل حریف ژاپنی در چهارچوب مسابقات کشتی فرنگی قهرمانی جهان شهر بلگراد صربستان در سال ۲۰۲۳ و در شرایطی که گرایی در حال شکست مقابل حریف خود بود، ناگهان یک بطری آب از سمت سکوی تماشاگران به روی تشک پرتاب شد؛ اتفاقی که منجر به وقفه در جریان مبارزه و در نهایت پیروزی محمدرضا گرایی شد. ژاپنی‌ها با اعلام این که برادر محمدرضا گرایی عامل پرتاب بطری به روی تشک بوده است خواستار برخورد با محمدعلی گرایی شدند که در نهایت نیز وی از روی سکو به بیرون سالن مسابقات هدایت شد.
پس از این اتفاق و ایجاد وقفه در کشتی، محمدرضا گرایی در ادامه با نتیجه ۱۱ بر ۱۰ بر حریف ژاپنی خود پیروز شد و در نهایت مدال برنز و سهمیه المپیک گرفت و کشتی‌گیر ژاپنی حذف شد. سرانجام کمیته انضباطی اتحادیه جهانی کشتی محمدعلی گرایی را به خاطر این حرکت که بدور از موازین اخلاق ورزشی قلمداد می‌شد یک سال از حضور در کلیه مسابقات کشتی محروم کرد و به او حق حضور در هیچ سالن مسابقات رسمی و دوستانه کشتی تا پایان محرومیت یک ساله خود را نداد. در نتیجه این رای، محمدعلی گرایی شانس خود برای حضور در المپیک تابستانی ۲۰۲۴ پاریس را از دست داد و از آنجاییکه برای چند سال پیش از آن با اختلاف کشتی‌گیر اول تیم ملی کشتی فرنگی ایران در وزن ۷۷ کیلوگرم بود تیم با مشکل جدی در این وزن مواجه شد.